# Abies fargesii var. sutchuensis
Abies fargesii var. sutchuensis Franch., 1899, è una varietà naturale di A. fargesii appartenente alla famiglia delle Pinaceae, endemica delle zone di alta montagna del nord-ovest del Sichuan e del Gansu, in Cina.

## Etimologia
Il nome generico Abies, utilizzato già dai latini, potrebbe, secondo un'interpretazione etimologica, derivare dalla parola greca ἄβιος = longevo. Il nome specifico fargesii fu assegnato in onore di Paul Guillaume Farges, botanico e missionario francese che fu il primo a collezionare la specie. L'epiteto sutchuensis fa riferimento alla regione del Sichuan, in Cina, dove venne descritta questa varietà per la prima volta.

## Descrizione
Questa varietà differisce da A. fargesii per le punte degli aghi più acute e per i margini degli stessi maggiormente revoluti.
I virgulti sono glabri o lievemente pubescenti, le gemme sono lunghe 6-8 mm e larghe 4-5 mm.

## Distribuzione e habitat
Cresce in alta montagna a quote di 2000-4000 m, prevalentemente su suoli podzolici, in un clima freddo e umido. Vegeta in foreste pure o in associazione con altre conifere come Picea purpurea, P. asperata, P. neoveitchii, P. brachythyla, Larix potaninii, Abies chensiensis, A. recurvata, Tsuga chinensis e Taxus chinensis; tra le caducifoglie, alcune specie dei generi Betula e Populus, mentre alle quote inferiori importanti sono Fagus engleriana e Davidia involucrata. Tra gli arbusti si annoverano specie dei generi Cotoneaster, Ribes, Spiraea, Rhododendron e Berberis.

## Tassonomia
La classificazione di questo taxon non è ancora risolta: alcuni autori tendono a trattare le varietà di A. fargesii come sinonimi della specie, a causa del riscontro di caratteri morfologici sovrapponibili (Farjon, 1990).

### Sinonimi
Sono riportati i seguenti sinonimi:
- Abies fargesii subsp. sutchuenensis (Franch.) Silba
- Abies kansouensis Bordères & Gaussen
- Abies sutchueennsis (Franch.) Rehder & E.H.Wilson

## Usi
Il suo legno, nel passato, veniva sfruttato abbondantemente in edilizia, soprattutto per la realizzazione di pavimentazioni interne, in falegnameria, e nell'industria cartaria, a causa della sua presenza massiva nelle montagne dell'ovest della Cina. Questa varietà, così come la specie nominale, durante il ventesimo secolo venne spesso collezionata dai botanici e introdotta in parecchi giardini botanici europei.

## Conservazione
Nonostante lo sfruttamento intensivo del passato, ora ridotto a causa dell'introduzione di leggi a salvaguardia, questa varietà è ancora relativamente comune, con un vasto areale, e non sottoposta a rischi specifici. Viene quindi classificata come specie a rischio minimo (least concern in inglese) nella Lista rossa IUCN.